# Sugar (singel)
Sugar – drugi singel amerykańskiego rapera Flo Ridy z jego drugiego albumu studyjnego zatytułowanego R.O.O.T.S. Utwór został nagrany z gościnnym udziałem amerykańskiej piosenkarki Wynter Gordon, a wyprodukowany został przez DJ Montaya. Twórcami tekstu do tej piosenki są Jackie Boyz i Flo Rida.
Piosenka zawiera refren singla „Blue (Da Ba Dee)” włoskiego zespołu Eiffel 65. Utwór był drugim singlem z albumu R.O.O.T.S jaki dotarł do pierwszej dziesiątki notowania Billboard Hot 100, gdzie uplasował się na piątym miejscu.

## Krytyka
Utwór otrzymał mieszane recenzje ze względu na wykorzystanie refren piosenki „Blue (Da Ba Dee)”. Magazyn Billboard w jednej recenzji ocenił piosenkę pozytywnie, powiedział: „Sugar zaistniał dzięki Blue (Da Ba Dee) od zespołu Eiffel 65 i uważa tę piosenkę za jedną z ważniejszych na nowym albumie”. Recenzent z Allmusic powiedział, że „bezczelnie jest wykorzystywać sample „Blue (Da Ba Dee)” do takiego utworu”. W Wielkiej Brytanii recenzent Pete Lewis z „Blues & Soul” stwierdził: „Flo Rida wreszcie udowodnił raz i na zawsze, że klubowej piosenki można zrobić melodyjny singiel”.

## Lista utworów
- Digital download[6]

1. „Sugar” (feat. Wynter) – 4:12

- Sugar Remixes (feat. Wynter)[7]

1. „Sugar” (Disco Fries Remix) – 3:30
2. „Sugar” (Disco Fries Remix Edit) – 4:06
3. „Sugar” (Disco Fries Underground Club Mix) – 5:03
4. „Sugar” (Mickey Modelle Remix) – 5:56
5. „Sugar” (Mickey Modelle Remix Edit) – 3:18
6. „Sugar” (Mondotek Remix) – 5:13
7. „Sugar” (Mondotek Remix Edit) – 3:36
8. „Sugar” (Mondotek Remix Dub) – 4:42

## Teledysk
Teledysk był kręcony 10 kwietnia 2009 roku na Florydzie. Reżyserią zajął się Shane Drake

## Notowania i certyfikaty

### Tygodniowe listy przebojów
| Lista (2009)                          | Najwyższa pozycja |
| ------------------------------------- | ----------------- |
| Australia (ARIA Charts)               | 20                |
| Austria (Ö3 Austria Top 40)           | 28                |
| Belgia (Ultratop 50 Flandria)         | 40                |
| Belgia (Ultratop 40 Wallonia)         | 21                |
| Finlandia (Suomen virallinen lista)   | 7                 |
| Francja (SNEP)                        | 9                 |
| Holandia (Mega Single Top 100)        | 39                |
| Irlandia (IRMA)                       | 14                |
| Kanada (Canadian Hot 100)             | 8                 |
| Niemcy (Media Control Charts)         | 37                |
| Nowa Zelandia (RIANZ)                 | 26                |
| Szwajcaria (Schweizer Hitparade)      | 40                |
| Szwecja (Sverigetopplistan)           | 31                |
| Wielka Brytania (UK Singles Chart)    | 18                |
| Stany Zjednoczone (Billboard Hot 100) | 5                 |
| Stany Zjednoczone (Rap Songs)         | 10                |

| Lista (2009)            | Pozycja |
| ----------------------- | ------- |
| Hungarian Singles Chart | 106     |
| UK Singles Chart        | 132     |
| US Billboard Hot 100    | 58      |

| Kraj              | Certyfikat      |
| ----------------- | --------------- |
| Kanada            | złota płyta     |
| Stany Zjednoczone | platynowa płyta |